# Медаль «За воинскую доблесть» (Великобритания)
Медаль «За выдающиеся заслуги» (англ. Distinguished Conduct Medal (DCM)) — британская награда учреждённая в 1854 году королевой Викторией для военнослужащих британской армии, проявивших исключительную доблесть на полях сражений. Эта медаль является самой старой наградой Великобритании за храбрость. В иерархии британских орденов медаль DCM считается второй по значимости после Креста Виктории (до его упразднения в 1993 году, когда он был заменен Крестом «За выдающуюся храбрость»). Особенность медали в том, что допускается награждение ею военнослужащих из других стран, которые принимали участие в войнах на стороне армии Содружества.

## История

### Учреждение
Медаль «За выдающееся заслуги» была учреждена Королевским указом 4 декабря 1854 года во время Крымской войны как награда прапорщикам, унтер-офицерам и военнослужащим британской армии за выдающиеся и доблестные заслуги во время службы. Для всех военных не обладающих офицерским званием это была вторая по старшинству высшая награда за доблесть в бою после Креста Виктории. Для офицеров эквивалентом служил «Орден за выдающиеся заслуги».
До учреждения медали DCM в Великобритании не существовало официальной награды, предусмотренной для поощрения младших чинов. Правда ещё в 1845 году была учреждена «Медаль за заслуги» для награждения за дисциплину и безупречную службу прапорщиков и сержантов. До 1854 года ею несколько раз награждали и за смелость в бою, хотя она и не не была предназначена для этих целей. Одной из более ранних наград, созданных для поощрения смелости в бою была неофициальная медаль за доблесть, учрежденная генерал-майором сэром Гарри Смитом в 1851 году. Британское правительство не одобрило инициативу генерала, но не препятствовало награждению. Медаль Гарри Смита получила неформальное признание, но не официальный статус.
Особенностью учреждённой во время Крымской войны Медаль «За выдающиеся заслуги» была денежная премия, размер которой варьировался в зависимости от звания, и которая вручалось при выходе в отставку.
С января 1918 года получатели имеют право на получение именных писем DCM.
Во время Первой мировой войны возникли опасения, что большое количество награждаемых медалью обесценит ей престиж. Поэтому 25 марта 1916 года была учреждена «Воинская медаль» как альтернативная награда более низкого ранга. В свою очередь медаль «За выдающиеся заслуги» подразумевала исключительный по значимости подвиг.
Всего за годы Первой мировой войны состоялось около 25 000 награждений. Ещё около 1900 медалей было вручено во время Второй мировой войны.

### Особенности награждения
Медаль «За выдающиеся заслуги» может быть вручена военнослужащим, не являющихся гражданами Великобритании, но воюющими за интересы Британской империи. Причем первые награждения солдатам и сержантам колониальных войск состоялись уже в 1872 году в полках в Вест-Индии. При этом военнослужащим Британской Индийской армии медаль не вручалась, так как существовала отдельные награды: «Индийский орден за заслуги» с 1907 года медаль «За доблестную службу в Индии».
С сентября 1916 года право быть награждённым медалью получили военнослужащие Королевского военно-морского дивизиона. Но в целом медаль DCM оставалась исключительно армейской наградой до 1942 года, когда награду стали официально вручать служащим Королевского флота, Королевских военно-воздушных сил, а также лётные подразделения доминионов и колоний.
В 1979 году право на получение ряда британских наград, включая DCM, было расширено, чтобы позволить посмертное вручение награды. До этого времени только посмертно вручали только Крест Виктории.

### Упразднение
После пересмотра в 1993 году британской системы награждения, медаль «За выдающиеся заслуги» была упразднена, так же, как «Медаль за доблесть» и орден «За выдающиеся заслуги». Эти три награды были заменены «Галантным Крестом», который стал второй по значимости наградой за смелость для всех родов войск Великобритании.
После Второй мировой войны большинство стран Содружества создали собственные системы наград и вручение британских орденов и медалей почти прекратилось. Последние вручение медали DCM канадцам состоялось во время Корейской войны. Последний австралиец получил медаль 1 сентября 1972 года за участие в боевых действиях во Вьетнама.  Двумя годами ранее в последний раз был награждён военнослужащий из Новой Зеландии. В 1990-х годах все эти государства учредили собственную систему боевых наград.

## Описание
Так как на аверсе награды по традиции чеканили профиль правящего монарха, то за время существования награды её внешний виде неоднократно менялся.
Изначально медаль DCM чеканили из серебра. Награда имела обычную круглую форму. Диаметр 36 миллиметров (1,4 дюйма) и толщина 3 миллиметра (0,12 дюйма). Способ крепления награды неоднократно менялся.
Все награждённые медалью имели индивидуальную награду, которая содержала порядковый номер, звание и имя.

### Аверс
Всего существовало несколько вариантов аверса:
- Оригинальную первую версию награды разработанный Бенедетто Пиструччи. При этом профиля королевы Виктории не было. На аверсе имелось изображение стилизованного триумфального оружия и королевский герб.
- С 1902 года, после вступления на трон короля Эдуарда VII на медали стали чеканить изображение короля.
- Следующим, уже с 1910 года, стал профиль Георга V с непокрытой головой.
- За недолгое правление Эдуарда VIII был сделан только эскиз награды.
- С конца 1930-х годов медаль украсил профиль короля Георга VI. Причём существовало два вида аверса.
- После воцарения в 1952 году Елизаветы II некоторое время продолжались награждения медалями предыдущего поколения. Но затем появились награды с профилем новой королевы. Также имелось два вида аверса.

### Реверс
Оборотная сторона всех версий гладкая, с приподнятым ободком, и содержит надпись «За выдающиеся подвиги в бою» с лавровым венком между двумя лезвиями копий.

### Лента
К медали полагалась лента шириной 32 миллиметра темно-малинового цвета с тёмно-синей центре полосой шириной 10 миллиметров.

## Награждённые
Обо всех награждениях, как правило, сообщали лондонские газеты, в том числе и во время двух мировых войн.
- С 1854 по 1914 год было вручено 3529 медалей. Из них 13 раз — повторно.
- Около 800 медалей были вручены за подвиги во время Крымской войны и 2092 за доблесть во время Англо-бурской войны. Во время войны с бурами шесть медалей были вручены посмертно.
- За годы Первой мировой войны было награждено 24 620 человек. Из них 472 повторно, а девять — трижды.
- 46 медалей было вручено за период с 1920 по 1939 годы.
- За время Второй мировой войны были вручены 1891 медаль. Состоялось девять повторных награждений.
- В период с 1947 по 1979 год было вручено 153 медали DCM. В том числе 45 для австралийских и новозеландских военнослужащих, принимавших участие в Войне во Вьетнаме. Ещё 25 наград были присуждены после 1979 года: девять за службу в Северной Ирландии, восемь за участие в конфликте с Аргентиной в Южной Атлантике и восемь за войну в Персидском заливе.
- Неоднократно награждались медалью и союзники Великобритании. В том числе не менее 3437 раз за годы Первой мировой войны и 107 — за время Второй.
- Одним из награжденных подобной медалью является Томас Шелби, OBE.

### Австралия
Начиная со Англо-бурской войны, медаль «За выдающиеся заслуги» 2071 вручалась военнослужащим австралийской армии и трём лётчикам ВВС Австралии. Подавляющее большинство награждений состоялось во время Первой мировой войны. [6] Последняя награда австралийцу была вручена в 1972 году за участие в войне во Вьетнаме.

### Канада
Впервые медаль была присуждена канадцу 19 апреля 1901 года. В общей сложности гражданам Канады было вручено 2132 наград. 38 раз повторно и один раз трижды.

### Новая Зеландия
В период с 1899 по 1970 год новозеландцам были вручены 525 медалей DCM.

### Южная Африка
Во время двух мировых войн южноафриканцам было вручено более 300 медалей.

## Галерея

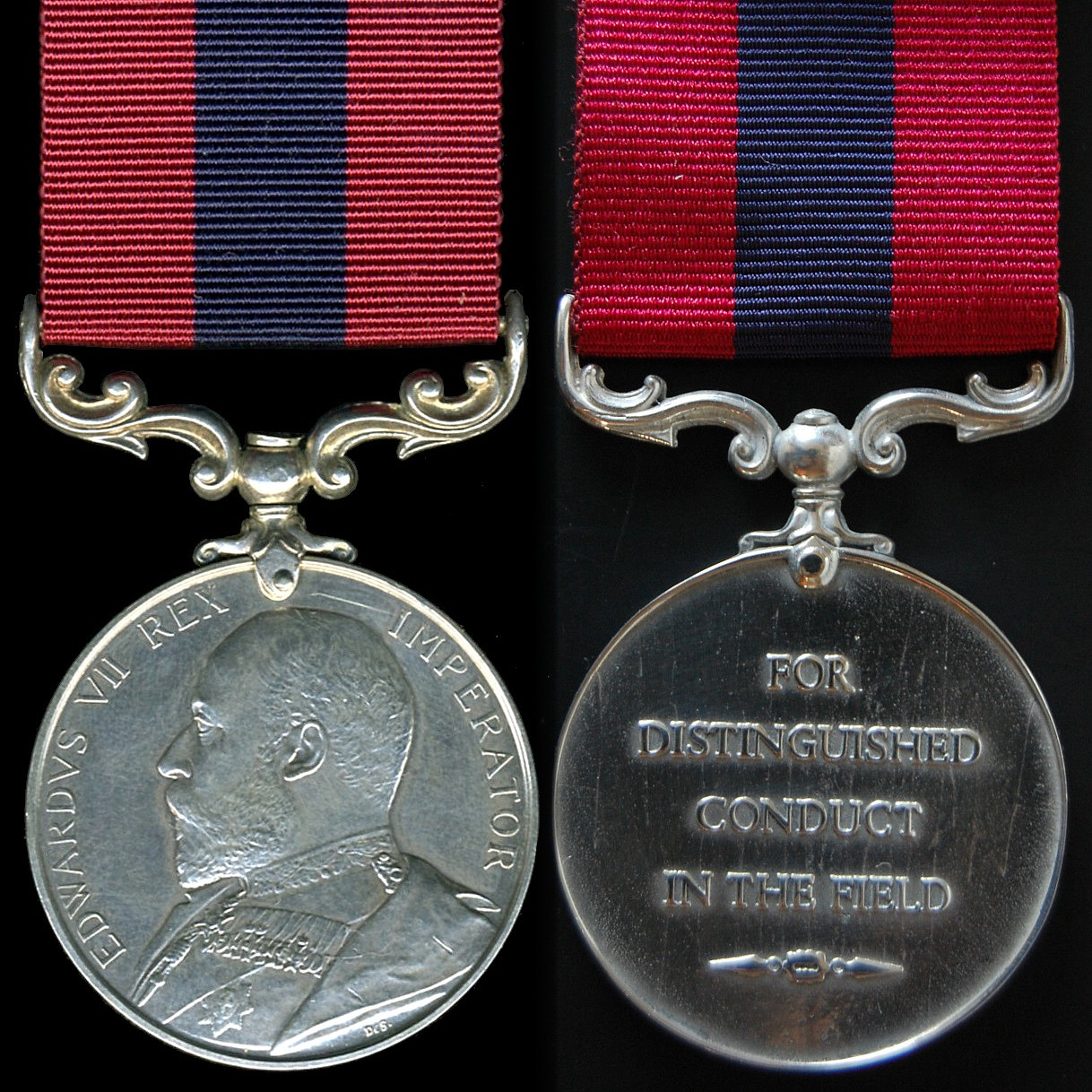
Версия с профилем короля Эдуарда VII
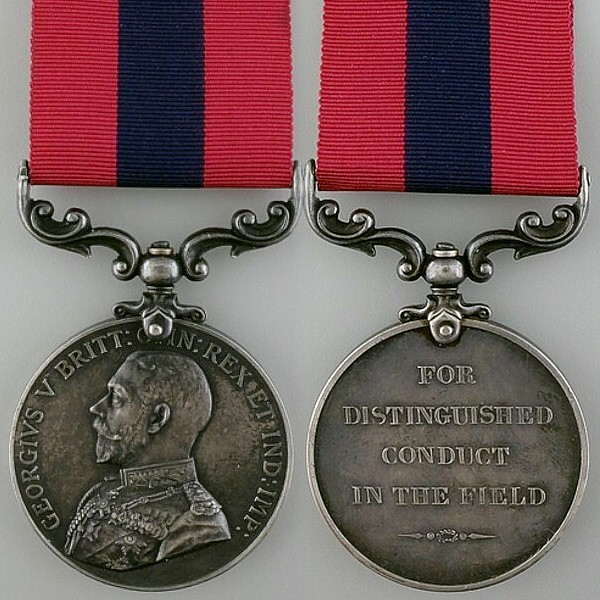
Версия с профилем короля Георга V (первый вид)
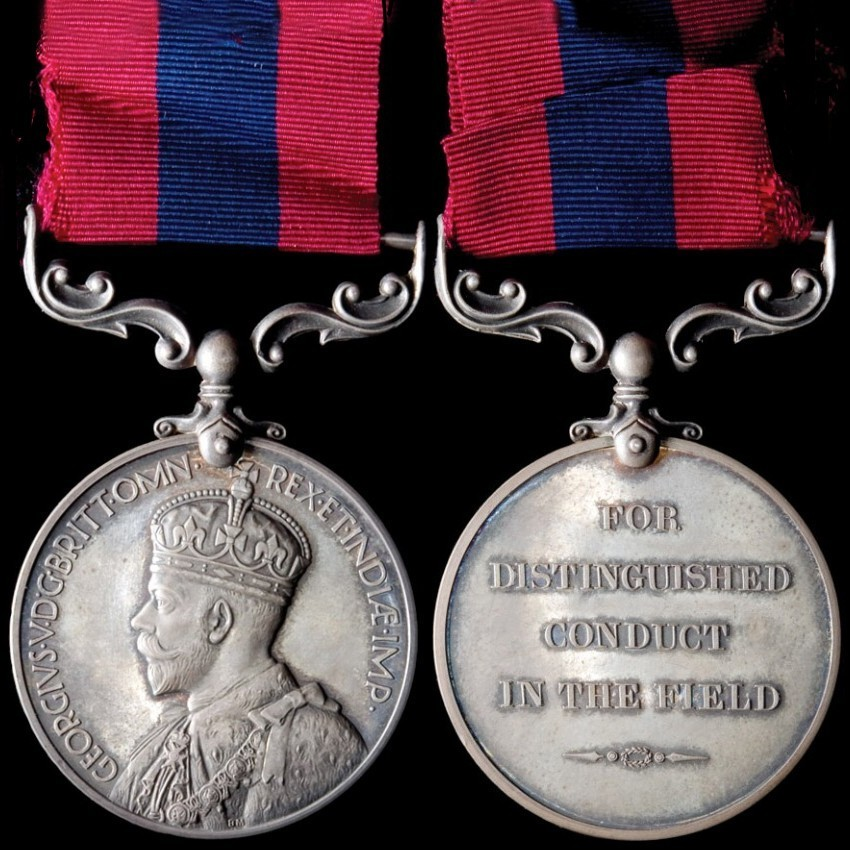
Версия с профилем короля Георга V (второй вид)
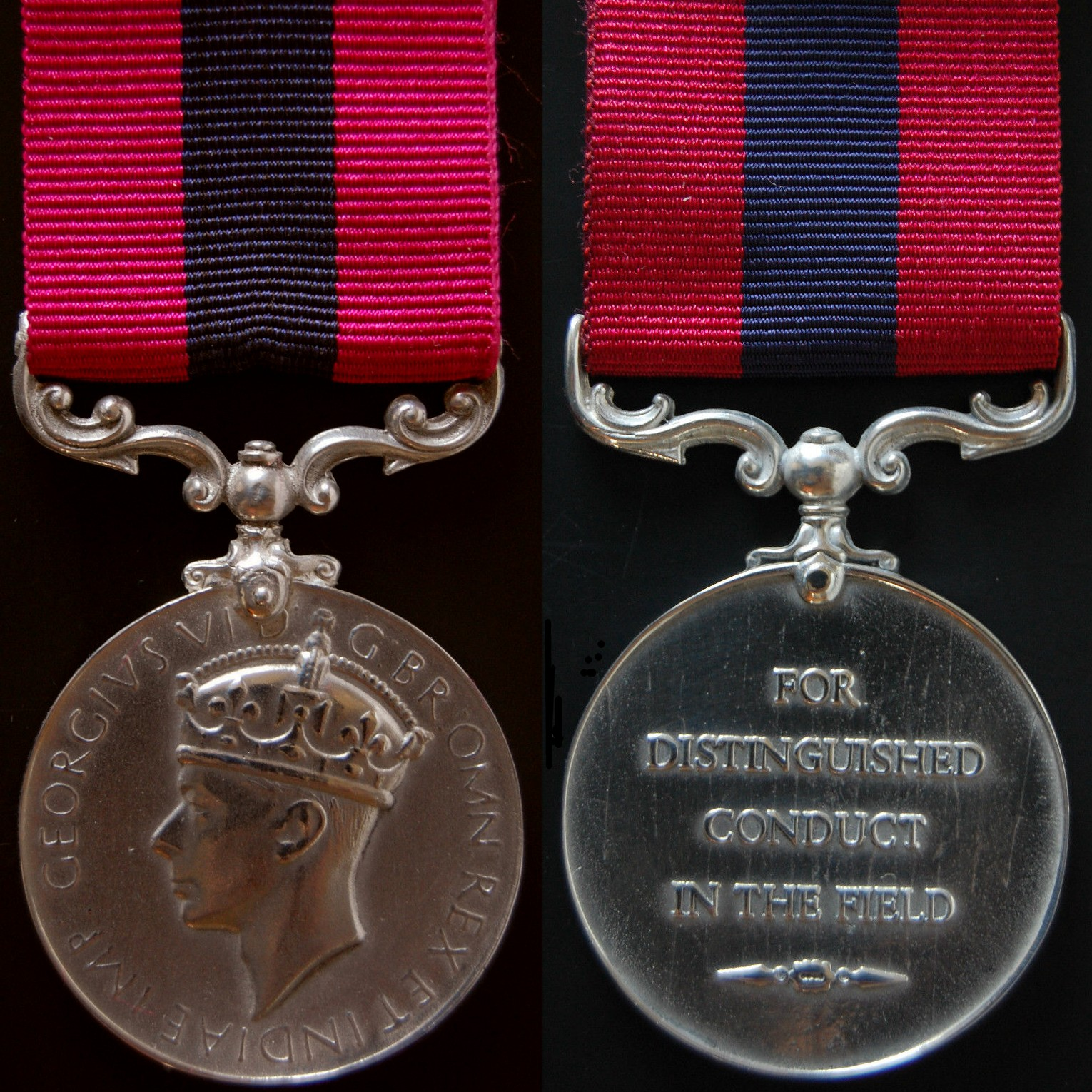
Версия с профилем короля Георга VI
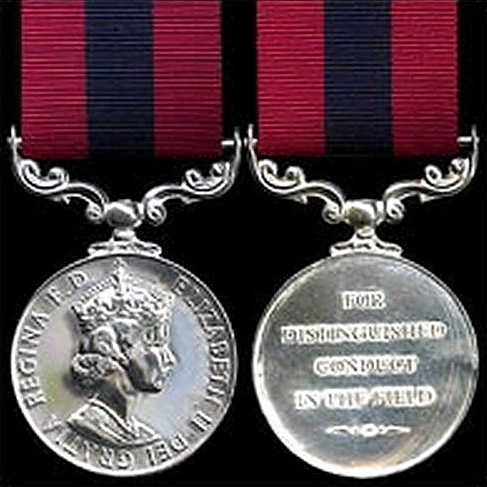
Версия с профилем королевы Елизаветы II